# Efeito Cieplak
Em química orgânica, o efeito Cieplak é  um modelo preditivo que explica o motivo porque nucleófilos preferencialmente adicionam-se a uma face de um  carbonilo em relação a outra. Proposto por Andrzej Stanislaw Cieplak em 1980, explica resultados anômalos que outros modelos da época, tais como os modelos Cram e Felkin–Anh, não podem explicar. No modelo Cieplak, elétrons de uma ligação vizinha deslocalizam-se na ligação carbono–nucleófilo (C–Nuc) em formação, diminuindo a energia do estado de transição e acelerando a taxa de reação. Seja qual for a ligação, poder melhor doar seus elétrons para a ligação C–Nuc determina a qual face do carbonilo o nucleófilo irá adicionar-se. O nucleófilo pode ser uma série de reagentes, mais comumente organometálicos ou agentes redutores. O efeito Cieplak é  sutil, e muitas vezes compete com efeitos estérico, efeitos de solvente, complexação do contraíon do oxigênio do carbonilo e outros efeitos para determinar a distribuição do produto.